# Rusinowo (powiat rypiński)
Rusinowo – wieś w Polsce położona w województwie kujawsko-pomorskim, w powiecie rypińskim, w gminie Rypin.

## Podział administracyjny
| SIMC    | Nazwa             | Rodzaj    |
| ------- | ----------------- | --------- |
| 0997996 | Parcelanci        | część wsi |
| 0998004 | Pod Długie        | część wsi |
| 0998010 | Pod Rypin         | część wsi |
| 0998027 | Pod Strzygi       | część wsi |
| 0998033 | Stary Dwór        | część wsi |
| 0998040 | Starzy Gospodarze | część wsi |

W latach 1975–1998 miejscowość należała administracyjnie do województwa włocławskiego.

## Obiekty zabytkowe

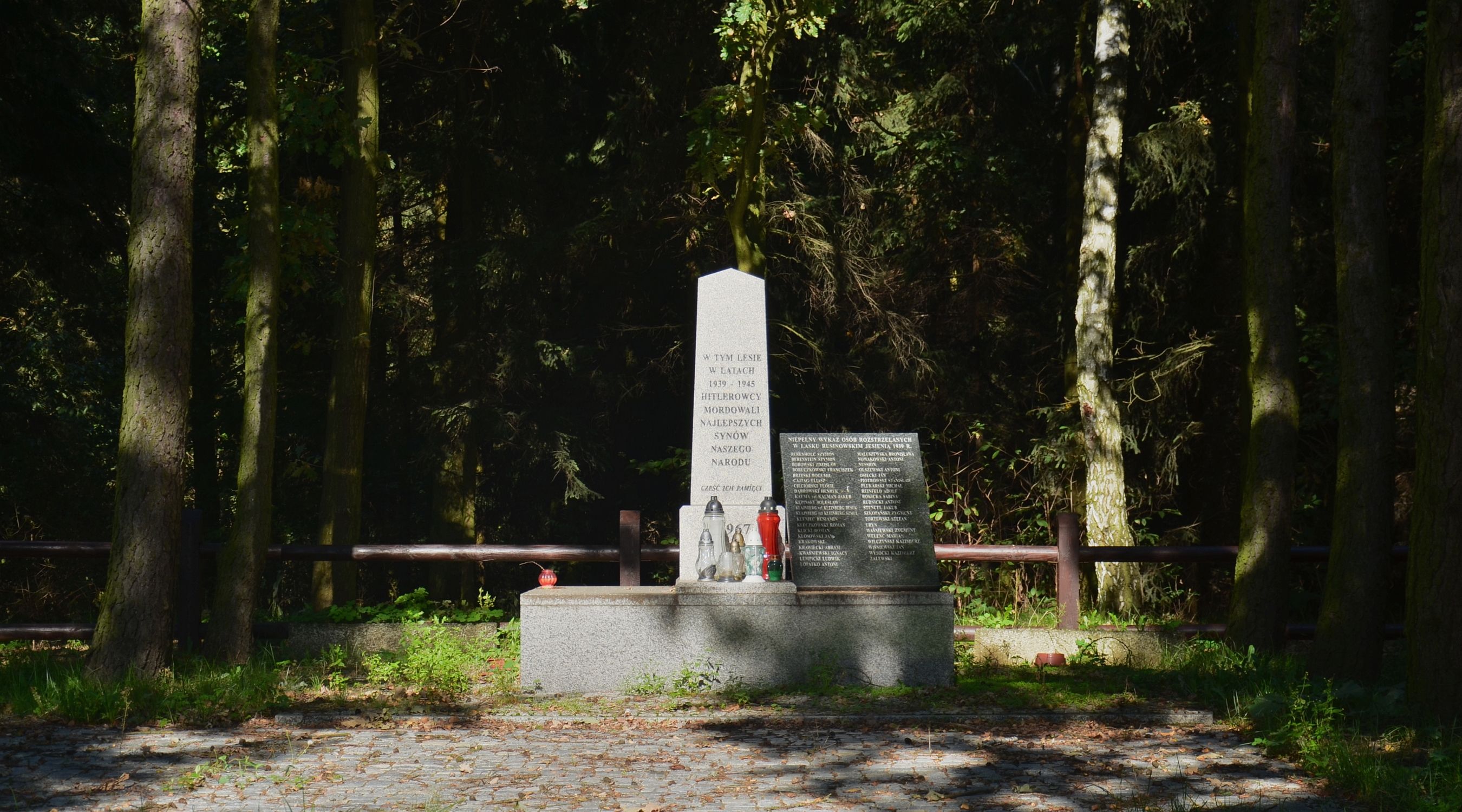
Pomnik ofiar straconych przez hitlerowców w latach 1939–1945

We wsi znajduje się spichlerz folwarczny zbudowany w 1. połowie XIX wieku, murowany z cegły, ze szczytami konstrukcji szkieletowej.

## Demografia
Według Narodowego Spisu Powszechnego (III 2011 r.) liczyła 588 mieszkańców. Jest największą miejscowością gminy Rypin.

## Gospodarka
Na terenie tej wsi funkcjonują przedsiębiorstwa Emix, Zalmet oraz stacja paliw.